# Chutas
Ch'uta, ch'utas  es una danza popular boliviana, tradicional del Departamento de La Paz.
El año 2011 la danza Ch'uta fue declarada Patrimonio Cultural e Inmaterial de Bolivia por la importancia cultural e histórica de la danza en la sociedad boliviana, particularmente en las festividades del Departamento de La Paz.

## Origen
La danza del Ch'uta se originó en el centro minero de Corocoro, en el departamento de La Paz, a principios del siglo XX (1900-1910), coincidiendo con el auge minero de dicha localidad.
Por algún tiempo existió cierta controversia y disputa con respecto al origen de la danza del Ch'uta, entre la localidad de Corocoro y la localidad de Caquiaviri. Sin embargo, luego de la recopilación de información y debate entre historiadores e investigadores se concluyó que la danza de los Ch'utas  origino en la localidad de Corocoro y no así en Caquiaviri. Dos puntos clave fueron importantes para acabar con la disputa, la primera fue el hallazgo de fuentes históricas que demostraban que a la danza del Ch'uta también se la mencionaba con el nombre de Corocoreños, y la segunda fueron los testimonios de Hugo Altamirano que se dedicaba a confeccionar trajes para la danza del Ch'uta en la localidad de Corocoro, pero que empezó a venderlas en Caquiaviri desde el año 1940, siendo él y su padre los primeros que confeccionaban los trajes de la danza.

## Personajes
Los personajes que participan en la danza Chutas son los siguientes:

### Ch'uta chola 1
Es la presencia femenina en la danza representa a la chola paceña que se viste elegantemente resaltando los bordados en su blusa y los accesorios y joyería principalmente de cobre.

### Ch'uta
El chuta es el personaje masculino de la danza y baila acompañando a la chuta chola para cortejarla, lleva un traje bordado con diferentes motivos simbólicos y ornamentales, también lleva una máscara adornada con una barba abundante y ojos azules.

### Ch'uta Cholero
El Ch'uta cholero es otro personaje que participa en la danza, lleva una indumentaria similar al personaje del chuta con la diferencia de que representa una actitud de mujeriego y casanovas, por esa razón baila acompañado de dos chuta cholas a diferencia del chuta que le acompaña una sola chuta chola.

### Pepino
El pepino es otro personaje presente en la danza, puede bailar solo o puede estar acompañado por una chuta chola, la característica principal del pepino es su actitud picaresca y jocosa. El pepino, el chuta y el chuta cholero reproducen una voz en falsete.

## Historia
A principios del siglo XX en la localidad de Corocoro se empiezan a celebrar las festividades de carnavales con mayor ostentación y opulencia debido al auge minero cuprífero de la localidad. Fue en estas festividades de carnavales que duraban hasta el domíngo de tentaciones de Coro Coro que los obreros y trabajadores indígenas y mestizos empezaron a celebrar y bailar satirizando la vestimenta y facciones de los patrones de la localidad, algo parecido al que los plebeyos satirizaban en las festividades carnavalescas a sus reyes y monarcas en las cortes europeas.